# Prix Microsoft
Le Prix Microsoft de la Royal Society et de l’Académie des sciences, créé en 2006, récompense des scientifiques, travaillant en Europe, ayant contribué de façon majeure aux avancées de la science par l'utilisation de méthodes informatiques. Il est attribué pour des travaux remarquables à l'intersection de l'informatique et des sciences biologiques, des sciences physiques, des mathématiques, ou de l'ingénierie.
Le jury rassemble en nombre égal des Membres de la Royal Society et de l'Académie des sciences.
Le prix est remplacé après 2009 par le Royal Society Milner Award.

## Liste des lauréats
| Année | Lauréat         | Affiliation             | Domaine                                                                         | Source |
| ----- | --------------- | ----------------------- | ------------------------------------------------------------------------------- | ------ |
| 2009  | Peer Bork       | EMBL                    | Bio-informatique et ses applications en médecine, en particulier le microbiome. | [ 1 ]  |
| 2008  | Nicholas Ayache | INRIA                   | Analyse d'images médicales                                                      | [ 2 ]  |
| 2007  | Giorgio Parisi  | La Sapienza             | Chromodynamique quantique et verres de spin                                     | [ 3 ]  |
| 2006  | Dennis Bray     | Université de Cambridge | Simulation de chimiotaxie par ordinateur                                        | [ 4 ]  |